# Linia 1 (Metroul din Almatî)
| STR+l | KDSTeq |

| BHF + HUBaq | uexKBHFe + HUBeq |

| STR | leer |

| BHF + HUBaq | fBHF + HUBeq |

| BHF | leer |

| BHF | leer |

| eBHF | leer |

| BHF | leer |

| BHF | leer |

| KBHFxe + HUBaq | fBHF + HUBeq |

| exBHF | leer |

| exBHF | leer |

| exBHF | leer |

| exBHF | leer |

| exBHF | leer |

| exKBHFe | leer |

| STR+l | KDSTeq |

| BHF + HUBaq | uexKBHFe + HUBeq |

| STR | leer |

| BHF + HUBaq | fBHF + HUBeq |

| BHF | leer |

| BHF | leer |

| eBHF | leer |

| BHF | leer |

| BHF | leer |

| KBHFxe + HUBaq | fBHF + HUBeq |

| exBHF | leer |

| exBHF | leer |

| exBHF | leer |

| exBHF | leer |

| exBHF | leer |

| exKBHFe | leer |

Linia 1  (în limba rusă: Первая линия метрополитена Алматы) — este prima linie de metrou din Almatî. Programat la 16.12.2011.  